# Front d'Alliberament de Jammu i Caixmir
Front d'Alliberament de Jammu i Caiximir (Jammu Kashmir Liberation Front, JKLF) és un partit polític de Caiximir que actua a Jammu i Caixmir i Azad Kashmir, fundat per Amanullah Khan el 1977. És independentista. Va tenir origen en el Front pel Plebíscit de Sheik Abdullah i es va separar el 1977 quedant fundat al Regne Unit.

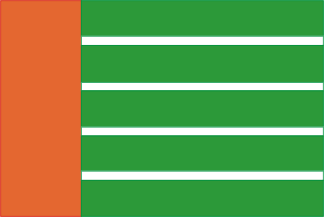
Bandera del JKLF 1977-1985
Bandera del JKLF des de 1985
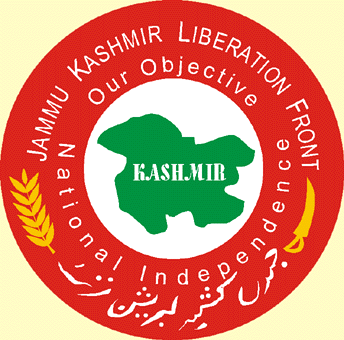
Emblema del JKLF

Va practicar la lluita armada des del 1987 fins al 1994 quan va arribar a un acord amb el govern indi.
Amb suport del Pakistan es va dividir en dues faccions: la d'Amanullah Khan i la de Yasin Malik. Amanullah Khan afavoreix la lluita armada i Yasin opta per mètodes polítics; està integrat a l'All Parties Hurriyet Conference. Pakistan no li dona suport des de 1990, ja que el front opta per la indepedència i no reconeix l'annexió del Balawaristan al Pakistan. La facció d'Amanullah Khan no ha fet accions armades des de 1995.